# 卡德麗·西姆松
卡德丽·西姆松（1977年1月22日—）是一名來自愛沙尼亞中間黨的政治人物。她自2019年12月1日担任冯德莱恩委员会的欧盟能源事务专员。她曾于2016年至2019年担任于里·拉塔斯第一届内阁的经济事务和基础设施部长。
从2009年到2016年，她是愛沙尼亞國會中間党派的主席。

## 荣誉

### 外国勋章奖章
- 三等智者雅罗斯拉夫王公勋章（乌克兰，2022年8月23日公布[2]）